# Konik ciemny
Konik ciemny (Chorthippus pullus) – europejski gatunek owada prostoskrzydłego z rodziny szarańczowatych (Acrididae), po raz pierwszy opisany naukowo z Niemiec. W Polsce jest gatunkiem rzadkim, występującym lokalnie, na żwirowiskach, na rozproszonych stanowiskach, w dolinach górskich rzek, a na niżu – głównie na polanach w lasach iglastych.
Na Czerwonej Liście Zwierząt Ginących i Zagrożonych w Polsce klasyfikowany jest w kategorii VU (narażony).